# Dobrabach (Url)
Der Dobrabach ist ein linker Zufluss zur Url bei St. Peter in der Au in Niederösterreich.
Der Dobrabach entspringt im westlichen Talkessel des Dobrawaldes, einem Waldgebiet nördlich des Schusserberges (799 m ü. A.), und fließt von dort zunächst nach Osten und später nach Nordosten ab, wo er bei der Lage Schönbichl in die Url mündet. Sein Einzugsgebiet umfasst 6,7 km² in teils bewaldeter Landschaft, das von mehreren kleinen Zubringern erschlossen wird.